# Narcissus radinganorum
Narcissus radinganorum là một loài thực vật thuộc họ Amaryllidaceae. Đây là loài đặc hữu của Cộng đồng Valencia (Tây Ban Nha). Môi trường sống tự nhiên của chúng là đầm lầy và khu vực đất được tưới tiêu. Chúng hiện đang bị đe dọa vì mất môi trường sống.

## Hình ảnh

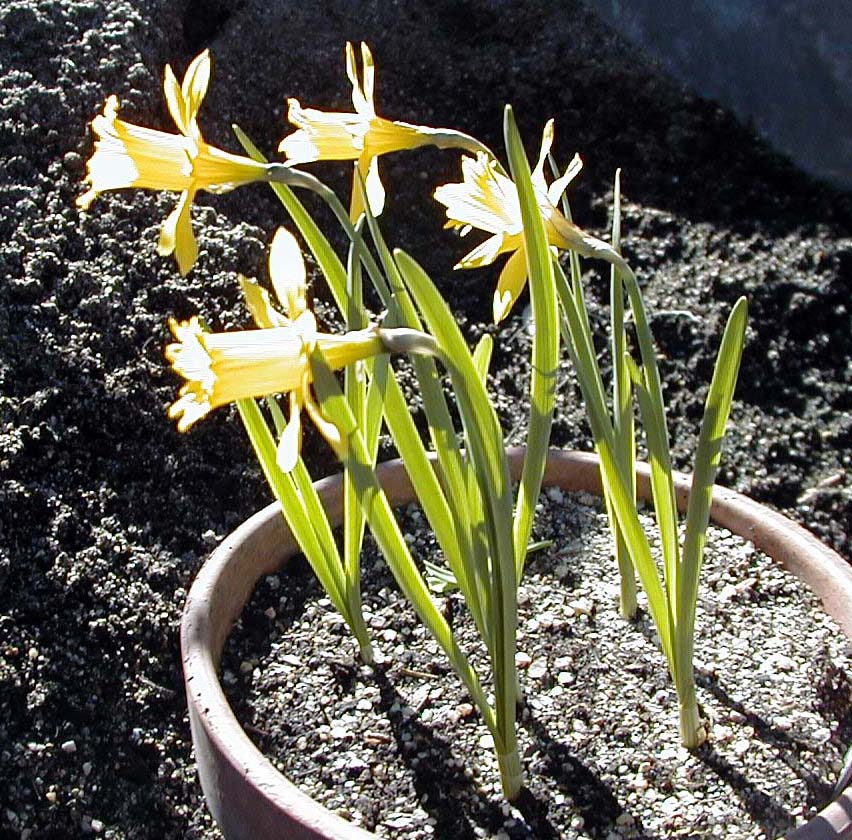